# 鄂温克民族苏木
49°47′28″N 120°05′21″E / 49.79111°N 120.08917°E
鄂温克民族苏木位于中华人民共和国内蒙古自治区呼伦贝尔市陈巴尔虎旗东北部，为中华人民共和国唯一一个民族苏木，面积6037平方公里，占全旗总面积的34%，人口2665人，其中鄂温克族占一半以上。

## 行政区划
鄂温克民族苏木下辖7个嘎查和1个生活区：阿尔山嘎查、辉屯嘎查、毕鲁图嘎查、哈吉嘎查、恩和嘎查、雅图克嘎查、孟根诺尔嘎查和阿达盖诺日生活区。

## 经济
以畜牧业和农业为主，是著名的三河牛、三河马的产地之一。